# Stig Rauno
Stig Rauno was een Fins folkduo bestaande uit Stig Anderson en Rauno Lehtinen. Het duo is vooral bekend van de single "Letkis", geschreven door Lehtinen en opgenomen door honderden artiesten. De studiogroep The Vostok All-Stars, waar Lehtinen saxofonist was, nam het lied in 1963 al op.
In 1965 was Stig Rauno een van de groepen die een internationale hit met "Letkis" had; op sommige uitgaven van de single staat op het etiket soms het "Stig Rauno Orchestra" als uitvoerende artiest vermeld. The Vostok All-Stars was ook het orkest op deze versie. In Nederland stond Stig Rauno gelijk met het Gudrun Jankis Orkest en de Dutch Swing College Band op de eerste plaats in de Top 40.
Na "Letkis" nam Stig Rauno nog de single "Mazel jenka" op, dat geen succes werd. Hierna hield het duo op te bestaan.

## Hitnoteringen

### Singles
| Single met eventuele hitnotering(en) in de Nederlandse Top 40 | Datum van verschijnen | Datum van binnenkomst | Hoogste positie | Aantal weken | Opmerkingen |
| ------------------------------------------------------------- | --------------------- | --------------------- | --------------- | ------------ | ----------- |
| Letkis                                                        | 1965                  | 16-01-1965            | 1(8wk)          | 21           |             |